# Hof, Saale
Hof är en kretsfri stad vid floden Saale i delstaten Bayern i Tyskland. Folkmängden uppgår till cirka 47 000 invånare. Den är hemvist för filmfestival „Hofer Filmtage“.

## Geografi
Staden är belägen strax norr om bergsområdet Fichtelgebirge och öster om skog Frankenwald vid floden Saale.
Grannorter
- Oberkotzau
- Döhlau
- Feilitzsch

## Sevärdheter
- Rådhus
- Park Theresienstein
- Slott Hofeck
- Gamla staden

Kyrkor
- St. Mariaskyrkan
- St. Mikaelskyrkan

## Kommunikationer
Vägar
- Motorvägarna A9, A72 och A93.
- Riksvägar (Bundesstrasse) B2, B15 och B173.

Järnvägar
- Nürnberg – Dresden
- Leipzig – Regensburg
- Hof – Bad Steben
- Hof – Cheb

Regionalflyg
- Flygplats Hof-Plauen

## Vänorter
Hof har följande vänorter:
- Cheb, Tjeckien, sedan 2004
- Joensuu, Finland, sedan 1969
- Ogden, USA, sedan 1954
- Plauen, Tyskland, sedan 1987
- Villeneuve-la-Garenne, Frankrike, sedan 1980

Hof har även relationer med:
- Caruaru, Brasilien
- Hof bei Salzburg, Österrike
- Karlovy Vary, Tjeckien
- Neukölln, Tyskland